# Honório Novo
José Honório Faria Gonçalves Novo (ur. 24 października 1950 w Barcelos) – portugalski polityk i nauczyciel, działacz komunistyczny, parlamentarzysta krajowy, eurodeputowany IV kadencji.

## Życiorys
Z wykształcenia inżynier elektryk. Pracował jako nauczyciel w szkołach średnich. W trakcie studiów był chórzystą i kierownikiem chóru Coral de Letras na Uniwersytecie w Porto. Działał w teatrach eksperymentalnych w Porto.
W 1976 zaangażował się w działalność polityczną w ramach Portugalskiej Partii Komunistycznej, został członkiem komitetu centralnego tej partii. W latach 1990–1994 był członkiem zarządu miasta (câmara municipal) w Vila Nova de Gaia, od 2001 do 2009 pełnił tę samą funkcję w zarządzie miasta Matosinhos.
W latach 1994–1999 sprawował mandat eurodeputowanego IV kadencji. W latach 1999–2015 był deputowanym do Zgromadzenia Republiki VIII, IX, X, XI i XII kadencji.